# Compagna Communis
Compagna Communis este organizația teritorială a Genovei medievale.

## Istorie
În anul 958, un act emis de regele Berengar al II-lea a acordat libertate juridică deplină comunității, garantându-i deținerea propriilor pământuri sub formă de seniorii funciare.
Prin această măsură, s-a dat startul procesului care va duce, la sfârșitul secolului al XI-lea, la constituirea comunei libere.
În 1097, episcopul Arialdo, reunind principalii deținători ai puterii, adică visconții (sau seniorii feudali imperiali) și cele opt Companii Locale (vechea diviziune în cartiere ale orașului), a fondat o asociație a tuturor cetățenilor, Compagna Communis.
Organizarea pe cartiere (companii locale) a păstrat o semnificație politico-socială timp de secole, astfel încât, chiar și în anul 1382, membrii Marelui Consiliu erau clasificați în funcție de compania locală de care aparțineau, pe lângă afilierea politică („nobili” sau „populari”).